# گاگر (مونیکیپالیتی)
گاگر (به آلمانی: Gager) یک شهر در آلمان است که در فرپومرن-روگن واقع شده‌است. گاگر ۴۱۱ نفر جمعیت دارد.